# Julijanov perzijski pohod
Julijanov perzijski pohod, ili Rimsko-perzijski rat 363., bio je posljednji pothvat rimskog cara Julijana. Počeo ožujka 363. To je bio napadački rat protiv Sasanidskog Carstva, kojim je vladao Šapur II.
S ciljem da pokori perzijsku prijestolnicu Ktezifont, Julijan sakupio ogromnu vojsku. Kako bi obmanuo Perzijance i izveo manevar klješta, poslao je odred, koji je trebao spojiti s njegovim savjeznikom Aršakom II., armenskim kraljem, te krenuti tako udruženim snagama sa sjevera niz Tigris. U međuvremenu, s glavninom snaga i velikom flotom, krenuo je brzo niz Eufrat, ne nailazeći ni na kakav ozbiljniji otpor. Unuštio je nekoliko utvrženih gradova i stigao do zidina sasanidske prijestolnice Ktezifonta. Ondje se sabrala velika perzijska vojska, koja je trebala braniti grad.
Rimljani su odnijeli pobjedu pred zidinama Ktezifonta. Međutim, sjeverna vojska nije uspjela stići, a utvrđeni grad se činio neosvojivim. Stoga Julijan nije opsjeo grad, nego je umjesto toga spalio rimsku flotu i krenuo u unutarnjost Perzije. Međutim, vojska Šapura II. i dalje je izbjegavala otvorenu bitku i primjenjivala taktiku spaljene zemlje. Posljedično, Julijanova vojska se uskoro suočila s problemom nestašice zaliha, te se morala povući na sjever. Šapurova vojske se pojavila u tom trenutku i počela bez prestanka čarkama ometati povlačenje rimske vojske. Julijan je podlegao ranama, koje je zadobio u jednom od takvih okršaja, a njegov nasljednik Jovijan je pristao na ponižavajuće uvjete kako bi spasio ostatke njegove demoraliziranih i iscrpljenih vojnika od potpune propasti.
Sporazum iz 363. donio je Perziji vlast nad više oblasti i graničnih tvrđa, uključujući Nisibis i Singaru. Poništio je raskid saveza između Roma i Armenije. To je Šapuru pružilo de facto ovlast da napadne Armeniju i priključi je svomu Carstvu.